# Магомадов, Ибрагим Ломалиевич
Ибрагим Ломалиевич Магомадов (19 февраля 1991, Сарань, Карагандинская область, Казахская ССР, СССР) — казахстанский борец греко-римского стиля, 2-кратный чемпион Казахстана (2022-2023), победитель и серебряный призёр чемпионата Азии. Мастер спорта международного класса Республики Казахстан.

## Спортивная карьера
Борьбой занимался сначала в зале посёлка Актас, затем в городе Сарань Карагандинской области. В феврале 2020 года на чемпионате Азии в Нью-Дели, уступив в финале иранцу Амину Кавианинежаду, завоевал серебряную медаль. 10 апреля 2023 года в Астане на чемпионате Азии, в финале выиграл представителя Ирана Саджада Именталаба, и впервые в карьере стал чемпионом Азии.

## Спортивные результаты
- Чемпионат мира по борьбе среди военнослужащих 2018 — 5;
- Чемпионат Азии по борьбе 2020 — ;
- Чемпионат Азии по борьбе 2023 — ;